# Ратко Парежанин
Ратко Парежанин (Коњиц, 24. фебруар 1898 — Минхен, 20. мај 1981) био је српски и југословенски новинар, књижевник и политичар.
Припадао је револуционарној организацији Млада Босна, због чега је ухапшен након атентата на Франца Фердинанда. Као члан Народне радикалне странке, изабран је за народног посланика на изборима 1927. године и у том сазиву је био најмлађи посланик. Касније се придружио Југословенском народном покрету Збор.
Именован је 1934. године за првог управника Балканског института у Београду, по жељи краља Александра I Карађорђевића.
Био је један од иницијатора оснивања Југословенског народног покрета Збор. За време окупације од 1941. до 1944. године, налазио се на месту шефа Васпитног одсека Српског добровољачког корпуса, који је формиран од Владе народног спаса генерала Милана Недића.
Након Другог светског рата је живео у емиграцији и постао један од вођа зборашког или љотићевског дела емиграната.

## Порекло и младост
Родио се 24. фебруара 1898. године у Коњицу, као син српског православног свештеника Видака Парежанина и Милеве.
Ниже разреде је похађао у мостарској гимназији и тамо је озбиљније ступио у везу са националним и револуционарних круговима и литературом. Да напусти Мостар и оде у Београд, одлучио се после свог старијег школског друга Предрага Митриновића, брата Димитрија Митриновића. Илегално је прешао границу код Вишеграда, а примили су га српски граничари.

### Долазак у Београд
У Београду је становао код Предрага Митриновића и Богданом Билбијом, чији је брат Владета Билбија становао са Гаврилом Принципом и Трифком Грабежом. Убрзо се преселио у Цариградску улицу бр. 23, заједно са Милошем Пјанићем, Грабежом, Принципом и Владетом Билбијом.
Осим што су почели да похађају Прву београдску гимназију, одлазили су у цркву Ружицу у Београдској тврђави, да би тамо видели краља Петра I Карађорђевића. Дружили су се у кафани Златна моруна, а одлазили би на гусларске вечери у Другој београдској гимназији. Један део ових ђака је живео од новца који су им слали родитељи, други је примао помоћ од Друштва Светог Саве, а Ратко је успео да преко свог рођака доц. др Јевта Дедијера сваког дана добије ручак у хотелу Балкан. Повремено је одлазио на ручак и код Дедијера у кућу, између осталог и поводом крштења његовог сина Владимира, касније високог функционера социјалистичке Југославије и биографа Јосипа Броза.

## Први светски рат

### Атентат у Сарајеву
У пролеће 1914. године, Парежанин је спремао да полаже завршне испите за шести разред у Првој београдској гимназији. Мада су најпре вредно учили, наједном су Принцип и Грабеж оставили књиге. Парежанин је по положеним испитима отишао у аустроугарски конзулат у Београду, где је затражио неки документ како би се преко распуста легално вратио код родитеља. Добио је папир и саопштено му је да више никада илегално не напушта Аустроугарску. Парежанину је све деловало у реду, али је у Златној моруни упитао Ђура Шарца, четника пореклом из Босанске Крајине, шта мисли о томе, на шта му је он рекао да ће га вероватно ухапсити већ у Земуну, пошто је печат на папиру ударен криво, што је тајни знак.
До пристаништа на Сави га је испратио Принцип и дао му шифровану поруку за Боривоја Јевтића. У Земуну су аустроугарски цариници задржали Парежанина у затвору неколико дана, а потом га пропустили на воз за Требиње. Парежанин је успео да преда поруку Јевтићу, где је писало да ће Принцип ускоро донети књиге. Касније је сазнао да је то било оружје намењено за атентат.
У тренутку када је Гаврило Принцип извршио атентат на аустроугарског надвојводу Франца Фердинанда, на Видовдан 28. јуна 1914. године у Сарајеву, Парежанин се налазио код својих родитеља. Пошто су сазнали шта се догодило, отац га је наговорио да се пребаци у Црну Гору, јер може бити опасно. Само што је покушао да пређе границу, чуо је да иза њега аустроугарски граничари разговарају са његовим оцем, па се вратио натраг.

### Хапшење и логори
Убрзо по атентату, отпочео је општи прогон Срба у Босни и Херцеговини. Пошто је Аустроугарска објавила рат Краљевини Србији 28. јула 1914. године, дошло је до претреса куће наредног дана, а потом су 30. јула ухапшени Ратко и његов отац Видак Парежанин. Одведени су у гарнизонски затвор у Требињу, због наводног поседовања четири килограма барута у некој флаши. 
После овог очевог саслушања није прошло ни сат времена отворио је врата од собе наредник (био је Мађар, знао је неколико наших речи), прозвао мога оца и рекао му да пође са њим. Отац је то примио као нешто сасвим нормално, као да је он то очекивао.— Ратко Парежанин, Гаврило Принцип у Београду
Видак је осуђен на четири месеца затвора, али је обешен 30. јула/12. августа 1914. године. Дозвољено му је да се пре вешања опрости са женом и сином. Успео је да им упути последњу поруку:
- Милева, кад се сврши рат, да нађеш моје кости, па да их сахраниш код Аранђелове цркве (...) где су нам деца сахрањена. Кад је то мајка чула, још јаче и теже је заплакала. Било је страшно. Онда се мој отац окренуо аустријским војницима и официрима и добацио им: - Ове сузе ви ћете крвљу својом платити!— Ратко Парежанин, Гаврило Принцип у Београду
Спровођење Видака Парежанина на вешање, тајно је фотографисао један аустроугарски војник чешког порекла и фотографију предао породици након рата.
Возом је 21. септембра 1914. године, Парежанин из Требиња упућен у логор у Плетерници, а потом у Араду. У арадском логору је у истој соби био са Добросавом Јевђевићем. Његова мајка је интернирана у Жегер, па је затражила да и Ратка тако доведу, што је учињено 1915. године.

### Италијански фронт
Почетком 1917. године, пуштени су из логора и одлазе у Босанску Крајину. На лето је мобилисан у аустроугарску војску и упућен у пуковнику у Ђеру. Командир чете му је био Милош Пударић, Србин из Херцеговине, који је водио рачуна о Србима у војсци. Покушао је да се, попут многих, извуче као болестан, али је одређен као способан за службу и почетком августа упућен на Италијански фронт. На фронту се борио до православног Божића 1918. године, а онда му је пошло за руком да га пребаце у резерву.

## Међуратни период
Одмах након рата, Парежанин се уписао на студије књижевности на Филозофском факултету Универзитета у Београду, где је и дипломирао.
Приликом оснивања Југословенског новинарског удружења, 26. марта 1921. године у Сарајеву, изабран је за благајника. Као угледни новинар, именован је за аташеа за штампу при посланству Краљевине Срба, Хрвата и Словенаца у Бечу.
Поздравио је увођење личног режима од стране краља Александра I, 6. јануара 1929. године, када је распуштена Народна скупштина, чиме је престао и његов посланички мандат. Поново се вратио дипломатској служби при посланству у Бечу и тамо остаје до 1933. године. У Бечу је тада упознао српског авангардног филозофа Димитрија Митриновића.
Пошто је 21. априла 1934. године основан Балкански институт на иницијативу и уз материјалну помоћ краља Александра I Карађорђевића, Ратку Парежанину и Светозар Спанаћевић су добили задатак да организују његову делатност.

### Улазак у политику
На парламентарним изборима 1927. године, изабран је за народног посланика као кандидат Народне радикалне странке. У овом сазиву је био најмлађи посланик, са свега 29 година живота.

## Други светски рат
Влада народног спаса генерала Милана Недића је 15. септембра 1941. године, формирала команду Српског добровољачког корпуса и поверила је пуковнику Кости Мушицком. У оквиру команде је образован и Васпитни одсек који је требало да "квалитативно ојача добровољачке одреде и да оживи националну свест у народу који се под утицајем комуниста и туђе пропаганде налазио у идејном и политичком хаосу". За шефа одсека је именован Ратко Парежанин.

### Мисија код Павла Ђуришића
При уласку Црвене армије на територију окупиране Србије, јавила се идеја да се такозване националне снаге, без обзира на чијој су страни биле током рата, окупе у Словенији и тамо организују јединствен фронт против комуниста. Са идејом су се сагласили командант Динарске четничке дивизије војвода Момчило Ђујић и генерал Мушицки испред СДК-а. Парежанин је тада упућен у Црну Гору, како би за ову идеју придобио и војводу потпуковника Павла Ђуришића, команданта Црногорског добровољачког корпуса.
Почетком 1945. године, од припадника Српског добровољачког корпуса и бивше Специјалне полиције Управе града Београда су основане Ловачке групе Југоисток, чији је задатак био повратак у Југославију и вршење диверзија у позадини. Командант једне од пет оперативних група је био Парежанин, а ту су још били Бошко Бећаревић (шеф IV „антикомунистичког“ одсека Специјалне полиције), капетан Бранко Гашпаревић, Јован Крагуљац и Раде Павловић. Ниједна акција ових група није успела.

## Емиграција
Живео је у Минхену, центру љотићевске емиграције, где је организовано и издавање листа Искра. Био је најистакнутији припадник тог дела емиграната, уз Јакова Љотића, Димитријевог рођеног брата, док га 8. јула 1974. године нису убили припадници Службе државне безбедности.
Умро је 20. маја 1981. године у Минхену. Сахрањен је на гробљу српских емиграната, које се налази из Српско војничко гробље у Оснабрику.